# Jules Armand Guillaume Boucher de Crèvecœur
Jules Armand Guillaume Boucher de Crèvecœur (Paray-le-Monial, 27 de julio de 1757 - Abbeville, 24 de noviembre de 1844) fue un botánico francés. Anteriormente había sido un explorador colector botánico por todo el país.

## Biografía
Provenía de una familia aristocrática rethelosa. En 1791, continuó como noble por algunos sans culottes, pero perdió su lugar como supernumerario de la Contraloría General, y parte de su fortuna. Se retiró a la finca de la familia, en Crèvecoeur. Luego fue llamado a París por el gobierno, para trabajar con Jean-Baptiste Collin de Sussy la organización de la Aduana. Luego aceptó el cargo de Director de Aduanas de Abbeville, tras negarse al de París. Por lo tanto se niega todas las ofertas para dedicarse a su pasión, la botánica. Escribe varias publicaciones sobre el tema, y en 1803 incluye un listado de Flora de Abbeville con 25 000 plantas, lo que le valió ser miembro correspondiente de la Academia de Ciencias de Francia en 1800 y miembro de las sociedades científicas de Europa. Es uno de los fundadores de la Sociedad de Emulación de Abbeville.
Es conocido como botánico e ilustrador. Herborizó en los bosques de Eu de Crécy y en las dunas Marquenterre. Fallece dejando un herbario que su hijo Jacques Boucher de Perthes legó a la ciudad de Amiens.

## Algunas publicaciones
- 1834. Flore d'Abbeville et des environs. 3.ª ed. de A. Boulanger, 116 pp.
- 1803. Extrait de la flore d'Abbeville et du département de la Somme. 108 pp.
- 1798. Rapport Des Travaux de la Classe Des Sciences. Ed. Abbeville, 30 pp.

## Eponimia
- (Fabaceae) Liparia boucheri (E.G.H.Oliv. & Fellingham) A.L.Schutte[6]